# 品木ダム
品木ダム（しなきダム）は、群馬県吾妻郡中之条町、一級河川・利根川水系湯川に建設されたダムである。
高さ43.5メートルの重力式コンクリートダム。目的は他のダムと異なり日本屈指の酸性河川であった吾妻川の水質改善、河水の中性化を最大の目的としているダムであり、これに付随して水力発電も行う。施工は群馬県が行ったが、完成後建設省に管理が移され現在は国土交通省関東地方整備局が直轄で管理を行っている。ダムによって形成された人造湖は上州湯の湖（じょうしゅうゆのこ）と命名されている。

## 地理
ダムのある湯川は、利根川水系の主要な支流である吾妻川（あがつまがわ）の二次支流・白砂川の三次支流である。草津白根山を水源とし、途中『草津よいとこ一度はおいで』で知られる名湯・草津温泉を流れ、ダム地点において大沢川を合わせる。ダムを通過すると流路を東から南に変え、険しい峡谷を形成し白砂川に合流する。白砂川は南に流れて吾妻郡長野原町で吾妻川に合流、八ッ場ダムや吾妻渓谷を経て渋川市で利根川に合流する。

## 沿革
品木ダムが建設される前の吾妻川は、通称「死の川」とも呼ばれていた。その理由は河川水が極度の酸性を帯びていたためであり、原因となったのがダムが建設された湯川流域の河川水であった。
吾妻川はダムのある湯川の合流地点から強酸性の河川となる。これは付近にある草津白根山や草津温泉の源泉から湧出した強酸性の水が流れ込むためで、その酸性度は鉄釘を1週間で溶解する程の強さであった。この為ダム建設前までの吾妻川は利水に不適当な河川であり、橋梁を始めとする河川工作物にも多大な影響を及ぼしていた。魚介類等の水棲生物は当然棲むことが出来ない上に、さらには吾妻川と合流した利根川の水質までも損ね、かんがいや水力発電への影響も深刻なものになっていたのである。

### 河水酸性度の状況（1963年当時）
中和事業着手前時点での吾妻川流域における河川酸性度を記す。黄色欄は河水酸性度が高い水域。
| 市町村         | 観測地点     | 河川   | 酸性度(pH) |
| -------------- | ------------ | ------ | ---------- |
| 吾妻郡嬬恋村   | 湯尻川合流点 | 吾妻川 | 7.7~7.9    |
| 吾妻郡嬬恋村   | 万座川合流点 | 吾妻川 | 5.2        |
| 吾妻郡長野原町 | 吾妻峡       | 吾妻川 | 4.0~7.0    |
| 吾妻郡中之条町 | 四万川合流点 | 吾妻川 | 4.8        |
| 渋川市         | 利根川合流点 | 吾妻川 | 3.2~6.8    |

吾妻川支流の各河川における酸性度を記す。河川名は上流からの吾妻川へ合流する順で掲載する。黄色欄は酸性度が高い河川。
| 一次支川 | 二次支川   | 酸性度(pH) |
| -------- | ---------- | ---------- |
| 湯尻川   | (本川)     | 7.7~7.9    |
| 万座川   | (本川)     | 3.6~6.7    |
| 遅沢川   | (本川)     | 2.4~3.2    |
| 白砂川   | 本川上流部 | 4.9~5.6    |
| 白砂川   | 湯川       | 1.8~2.7    |
| 白砂川   | 大沢川     | 2.3~3.2    |
| 白砂川   | 谷沢川     | 2.8~3.9    |
| 白砂川   | 湯川合流点 | 2.2~3.0    |
| 温川     | (本川)     | 6.9        |
| 四万川   | (本川)     | 6.7~8.0    |
| 名久田川 | (本川)     | 7.2        |
| 沼尾川   | (本川)     | 6.8        |

このように、万座川や遅沢川の合流点より酸性度は上昇しているが、最大の問題となるのは白砂川流域であった。特に湯川についてはpH値が最大で1.8と希塩酸や希硫酸並の酸性度を示しており、湯川とその支流が吾妻川における最大の酸性化要因であることが突き止められた。こうして原因が判明したことにより河川を管理する群馬県は湯川に石灰を投入して、その化学反応による河水の中性化で吾妻川の酸性化を改善しようと考えた。この世界初となる「河川酸性化中和事業」の中心施設の一つとして計画されたのが品木ダムである。

## 吾妻川酸性水中和事業

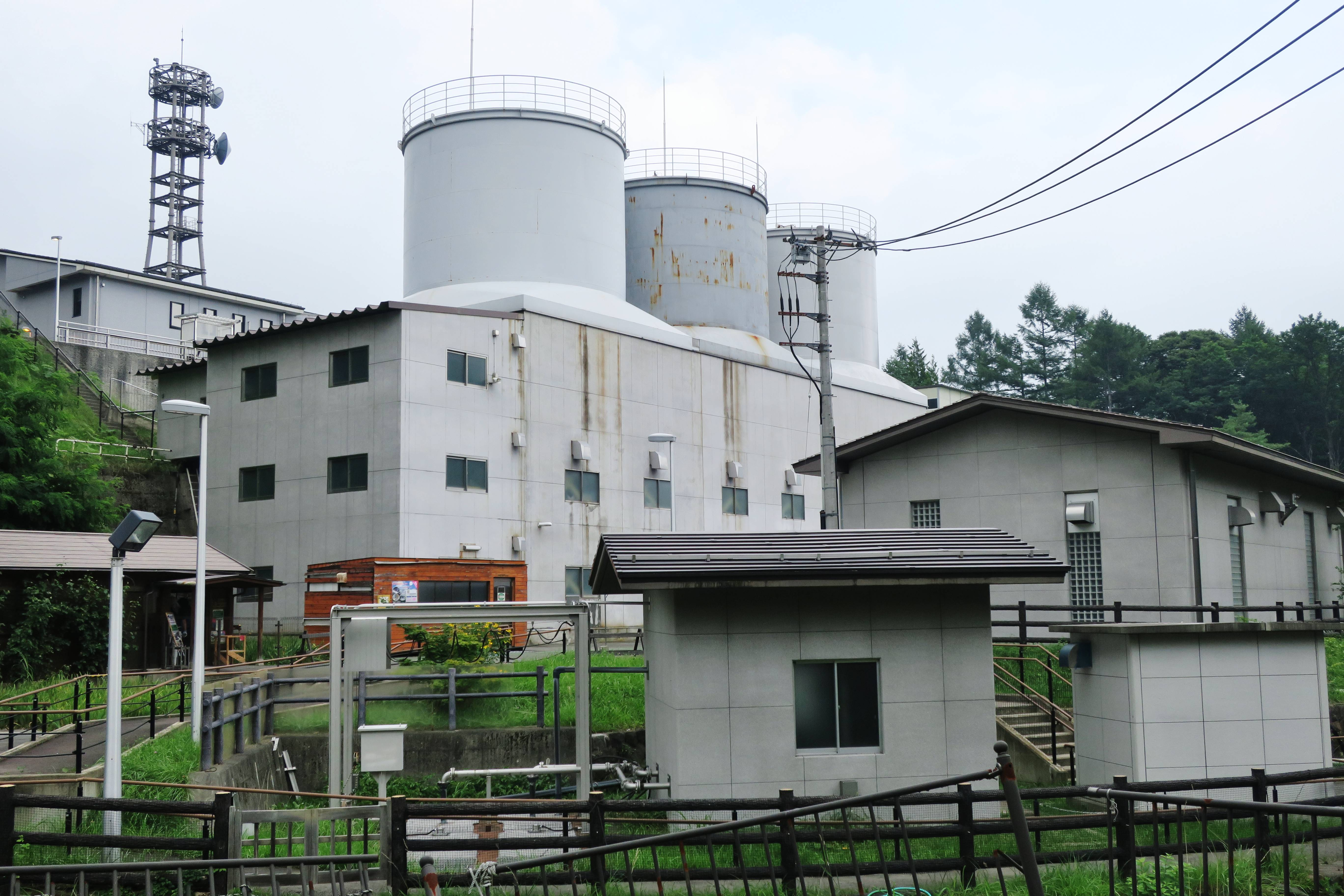
草津中和工場

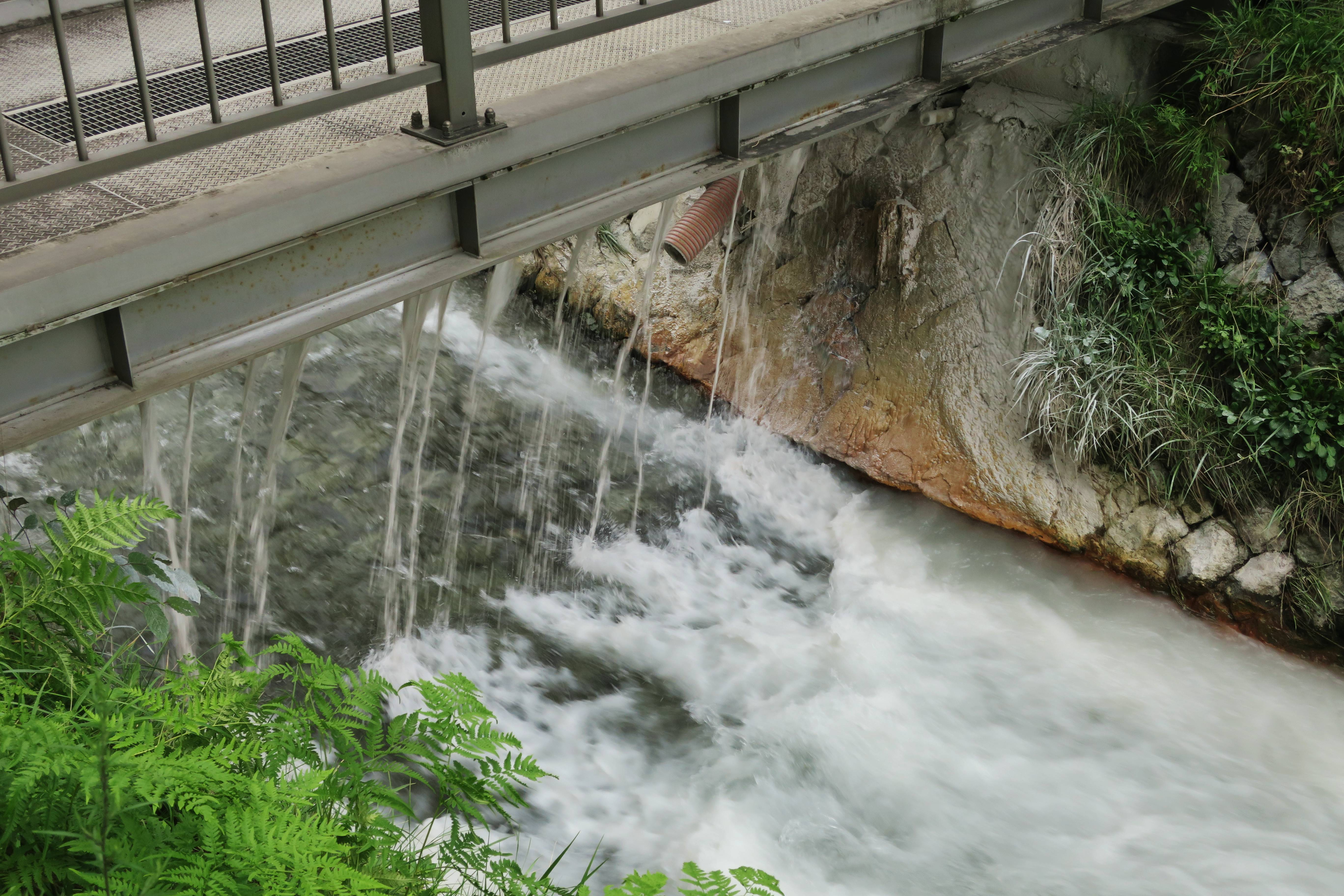
湯川に投入される石灰乳液

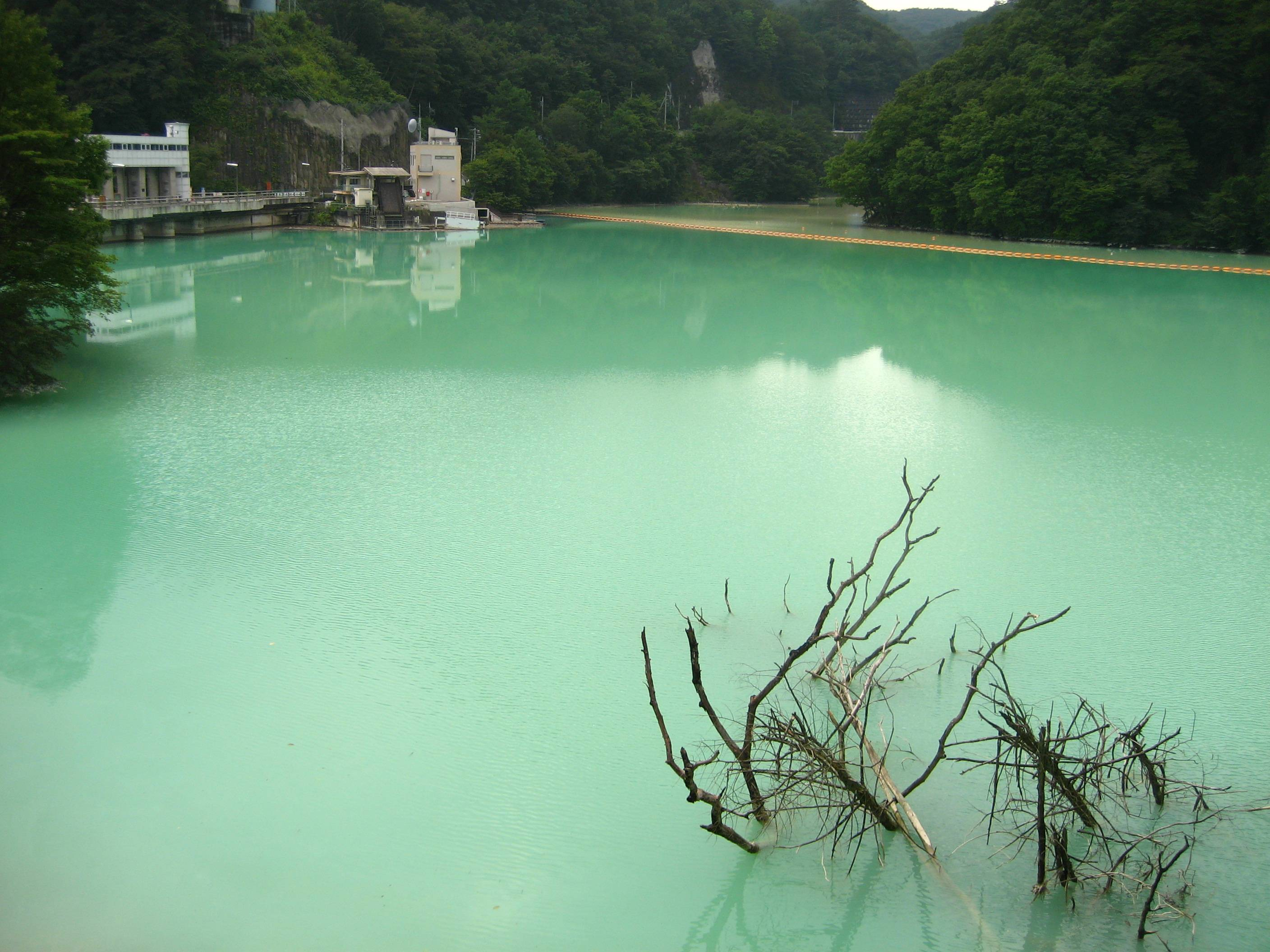
上州湯の湖

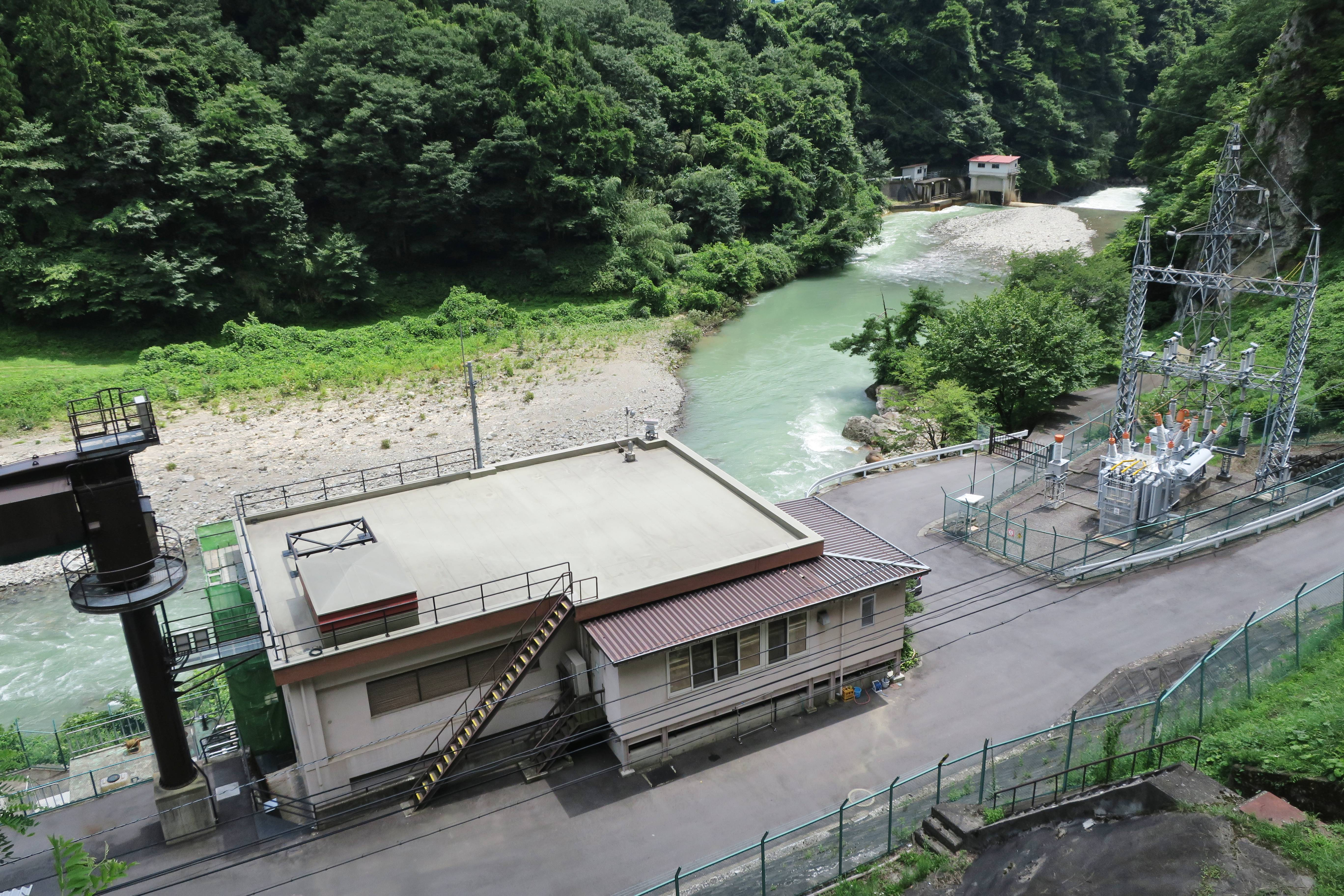
湯川発電所

事業主体の群馬県企業局は酸性水流入の最大原因となる湯川に酸性水中和施設を建設し、石灰を大量に投入することで河川水のpH値を中性にする「吾妻川総合開発事業」を1957年（昭和32年）より始めた。品木ダムはこの草津中和工場の下流に建設され、ダム湖である上州湯の湖で炭酸カルシウムと硫酸・塩酸を化学反応させて中和を促進、河水を中性にすると同時に石灰の攪拌（かくはん）・沈殿を受け持っている。さらに中和した湖水の上澄みを下流へ放流するために湯川発電所を利用した水力発電も行う。
1964年（昭和39年）にダムを始めとする吾妻川の中和施設は完成した。その後石灰貯蔵施設や第二の中和施設である香草中和工場も増設された。この品木ダム・中和施設の完成によって吾妻川の水質は大幅に改善された。そして、水棲生物も棲息するようになり、「死の川」の汚名を拭い去ることが出来た。世界最初の河水中和事業は成功したのである。
なお、日本における強酸性の水質を持つ河川としては吾妻川のほかに、北上川と雄物川水系玉川がある。北上川は源流部の松尾鉱山から湧出する硫酸水が、玉川は玉川温泉・新玉川温泉から湧出する温泉水が原因であったが、同様の河川酸性水中和事業が実施されている。北上川では四十四田ダム（国土交通省東北地方整備局）が汚染水を堰き止め、玉川では石灰石中和施設と玉川ダム（同左）を中心とした中和事業により河川環境が改善され、両川も利水に供するだけの水質改善を果たしている。こうした水質汚濁改善にもダムは大きな役割を担っている

## 吾妻川上流総合開発事業
品木ダムを始めとする吾妻川中和事業の成功により吾妻川の水質が改善された事で、1952年（昭和27年）に計画され、吾妻川の酸性水問題で中断していた八ッ場ダムも1968年より本格的に計画が推進された。八ッ場ダム計画が再発表された同年に品木ダムは建設省に事業移管されたこともあり、こうしたことから八ッ場ダム建設反対派の一部からは、『品木ダムの建設自体が八ッ場ダム建設のための事業である』という見方もあった。
ダムは完成以後石灰水を貯水し続けたために、完成から40年以上が経過した現在ダム湖である上州湯の湖は堆砂が進行している。湖の堆砂率は79.8%と全国的に見ても堆砂率が高いダムに属し、2002年（平成14年）11月18日付けの朝日新聞においても「堆砂率の高いダム」として報道されている。だが、品木ダム湖はその目的自体が中和工場で投入された石灰を攪拌・沈殿させるためのものであり、ある意味堆砂が目的ともいえる。従って専門家の間では品木ダムに限って言えば朝日新聞の報道は的外れという批判もある。
だが放置するのはやはり中和機能に何れ影響を及ぼすため、上州湯の湖に沈殿した石灰の残滓（ざんし）を取り除く事は既に実施されていた。上州湯の湖の石灰浚渫（しゅんせつ）事業としては1985年（昭和60年）に浚渫船である「草津」号が就航し、ダム湖における浚渫を実施している。さらにダムおよび中和施設の機能を持続させるために当時の建設省関東地方建設局は1990年（平成2年）より「吾妻川上流総合開発事業」に着手した。この事業は老朽化した草津中和工場の改築工事とダム通信施設・ダム天端道路の整備などを中心としており、「品木ダム再開発事業」ともいえる。現在道路整備や管理機能の整備は完成し、中和工場改築などが施工中である。また、吾妻川流域で残る酸性度が高い支流・万座川に「万座ダム」を建設して中和を行う計画も進められている。ダムの具体的な規模や着工年度などについては未定である。
平成21年10月9日、前原誠司国土交通大臣が、国及び水資源機構が実施しているダム事業のうち、48事業の一時凍結を発表。
48事業の中には、吾妻川上流総合開発事業も含まれていた。